# Hjellebøl Station
Hjellebøl Station (Hjellebøl stasjon) var en jernbanestation på Urskog–Hølandsbanen, der lå ved bebyggelsen Hjellebøl i Aurskog-Høland kommune i Norge.
Stationen åbnede 15. december 1898, da banen blev forlænget fra Bjørkelangen til Skulerud. Den blev nedgraderet til holdeplads 9. maj 1948. Stationen blev nedlagt sammen med banen 1. juli 1960.
Den første stationsbygning blev opført i 1898 men brændte 22. maj 1943. Derefter blev en tidligere mejeribygning købt og benyttet og benyttet som stationsbygning. Den er senere revet ned.